# McFly
McFly — британская поп-рок/поп-панк-группа, которая впервые получила известность в 2004 году. Команда, собравшаяся в Лондоне, основана Томом Флетчером (вокал/гитара/фортепиано) и, кроме него, состоит из Дэнни Джонса (вокал/гитара), Дуги Пойнтера (бас-гитара/вокал) и Гарри Джадда (ударные). Группа подписала контракт со звукозаписывающей компанией Island Records в 2004 году, но не стала продлевать его в конце 2007 и основала собственный лейбл — Super Records.
Первый альбом McFly Room on the 3rd Floor дебютировал в национальном британском чарте под № 1. Через месяц после выхода альбома группа отправилась в своё первое турне по Соединённому Королевству. Второй альбом McFly Wonderland, также достигший первого места в чартах, был выпущен в 2005 году. Релиз третьего альбома Motion in the Ocean состоялся 6 ноября 2006 года и достиг 6-й позиции в национальном чарте. McFly также выпустили сборник All the Greatest Hits 5 ноября 2007 года, достигший четвёртого места в Великобритании. Четвёртый студийный альбом группы Radio:Active раздавался бесплатно в качестве приложения к газете Mail On Sunday 20 июля 2008 года.
В 2006 году McFly снялись в романтической комедии «Поцелуй на удачу» с Линдси Лохан и Крисом Пайном в главных ролях. Члены группы играли самих себя. Кроме этого, специально для США был выпущен альбом Just My Luck, который также послужил саундтреком к фильму.
На август 2008 года в активе McFly было 14 синглов, попавших в топ-10 национального британского чарта (из них 2 двойных сингла), 7 из которых достигли позиции № 1.

## История

### Возникновение
Группа McFly была основана фронтменом Томом Флетчером. После неудачного прослушивания в Busted (рекорд-лейбл решил сделать ансамбль из трёх, а не из четырёх музыкантов) Флетчер состоял в этой группе, по его словам, всего сутки. Но всё-таки компания была заинтересована в сотрудничестве с Томом в качестве автора песен. Вместе с Джеймсом Борном, членом Busted, они стали соавторами не одного хита группы. Флетчер утверждает, что именно Борн научил его «правильно сочинять песни».
В то время, когда Busted записывали свой второй альбом, Тома попросили помочь снимать на видеокамеру прослушивание в новый бойс-бэнд V. Именно тогда произошла первая встреча Джонса и Флетчера: Дэнни пришёл на прослушивание по ошибке, думая, что набирают музыкантов в рок-группу. Флетчер был под впечатлением от уникального стиля Джонса и предложил ему сочинять песни вместе с ним и Борном. После того, как «композиторский проект» для Busted подошёл к концу, Том и Дэнни решили создать свою группу и на 2 месяца поселились в InterContinental Hotel в Лондоне, чтобы сконцентрироваться на написании нового музыкального материала. Басист Дуги Пойнтер и барабанщик Гарри Джадд стали членами группы после того, как откликнулись на объявление о прослушивании в журнале NME. По совпадению оба пришли в один и тот же день и сразу познакомились: Пойнтер заметил логотип The Starting Line на футболке Джадда, и оказалось, что эта группа нравится обоим. Имя «McFly» стало названием нового коллектива. Идея принадлежала Флетчеру, поклонникe научно-фантастической трилогии «Назад в будущее».

### Room on the 3rd Floor
Ранние McFly — это смесь рока и поп-музыки. Их дебютный сингл «5 Colours in Her Hair» увидел свет 29 марта 2004 года и сразу попал на первое место в национальном чарте, на котором и остался всю следующую неделю. В июле 2004 года второй сингл группы «Obviously» также возглавил хит-парад. Сам альбом Room on the 3rd Floor тоже стал № 1 и получил статус дважды платинового в Великобритании. Идея для названия альбома пришла просто: Джонс и Флетчер написали большинство песен для него в гостиничном номере InterContinental Hotel на третьем этаже. Третий сингл «That Girl», выпущенный 6 сентября 2004 года, проиграл битву за первое место песне Брайана МакФэддена «Real to Me», став № 3. Четвёртый сингл «Room on the 3rd Floor», релиз которого состоялся 15 ноября 2004 года, достиг пятого места в чарте. McFly и V выступали на разогреве у Busted в их первом общенациональном турне в феврале 2004 года. Позже, в сентябре 2004, McFly отправились в собственный тур по Великобритании.

### Wonderland
В марте 2005 года McFly выпустили двойной сингл «All About You»/«You've Got a Friend», в записи которого участвовал оркестр из 60 музыкантов. Сингл достиг первого места 13 марта 2005 года, все доходы с его продаж пошли в благотворительный фонд Comic Relief. Видеоклип на песню «You’ve Got a Friend» был снят в Уганде, McFly посетили страну с благотворительной целью. Несколько месяцев спустя, 2 июля, они выступили на концерте Live 8 в Японии вместе с Бьёрк и Good Charlotte. Второй сингл с Wonderland, выпущенный 15 августа 2005 года под названием «I’ll Be OK» стал четвёртым № 1 в истории группы. Сам альбом Wonderland вышел 29 августа 2005 года и достиг первого места в чартах. Третий сингл «I Wanna Hold You» вышел 17 октября 2005 года попал лишь в тройку лидеров, проиграв битву за первой место Arctic Monkeys. Четвёртый и последний из этого альбома, но двойной сингл «Ultraviolet»/«The Ballad of Paul K» был выпущен 12 декабря 2005 и достиг лишь девятого места. Второй арена-тур McFly по Великобритании и Ирландии «Wonderland Arena Tour» стартовал 15 сентября 2005 года. Джеймс Тайлер и Famous Last Words выступали у них на разогреве. Концертный DVD, снятый на MEN Arena в Манчестере, был выпущен 28 ноября. В 2005 году группа также выступила на Royal Variety Performance перед королевой.

### Just My Luck
В 2006 году McFly решили привлечь внимание Америки, появившись в фильме «Поцелуй на удачу» с Линдси Лохан в главной роли. Картина вышла в кинопрокат 12 мая, через три после саундтрека, представляющего собой сборник песен из альбомов Room on the Third Floor и Wonderland, а также новую версию «Five Colours In Her Hair». Группа дала несколько концертов в Лос-Анджелесе и Нью-Йорке, а также посетила американскую премьеру фильма в Голливуде.

### Motion in the Ocean
Первый сингл McFly в Великобритании в 2006 году — это «Please, Please», двойной сингл с новой песней «Please, Please» и кавер-версией хита группы Queen «Don’t Stop Me Now». Он вышел 17 июля 2006 года, кавер стал официальной песней благотворительного события Sport Relief 2006. Сингл достиг первой строчки чартов Великобритании 23 июля и стал пятым № 1 в истории группы. 6 ноября 2006 года вышел третий альбом Motion in the Ocean, максимальная позиция в чарте — шестое место. Второй сингл «Star Girl» был выпущен 23 октября 2006 года и стал № 1 в первую неделю продаж. Третий — «Sorry’s Not Good Enough/Friday Night» — 18 декабря 2006 и достиг третьего места. Песня Friday Night стала саундтреком к фильму «Ночь в музее». Следующий сингл «Baby’s Coming Back/Transylvania» вышел 7 мая 2007 года и стал седьмым № 1 в истории группы. Изначально он должен был выйти 26 февраля, но музыканты предпочли отложить выход сингла, чтобы снова съездить в деревню Камвокья в Уганду, где они уже были в 2005 году в связи с акцией Comic Relief.
Гастрольный тур Motion in the Ocean начался 17 сентября 2006 года, на разогреве у них выступали The Click Five и Nylon.
20 марта 2007 года стартовал тур по малым концертным площадкам Великобритании — McFly Up Close and Personal.
Третий альбом был переиздан, обновлённая версия вышла 14 мая 2007 года и содержала бонусную песню «Baby’s Coming Back» и DVD с записью концерта группы на стадионе Wembley.

### All the Greatest Hits
Этот сборник лучших песен был выпущен 5 ноября 2007 года и достиг № 4 в чартах. Единственный сингл из этого альбома The Heart Never Lies был впервые показан на V Festival в августе и добрался до третьего места в британском чарте синглов. В альбом вошли ещё две новые песни — «The Way You Make Me Feel» и «Don’t Wake Me Up». Гастрольный тур в поддержку альбома начался в конце ноября 2007 года. На разогреве выступали Elliot Minor и Saving Aimee.
23 февраля и 1 марта 2008 McFly выступили на двух небольших концертах возле The Annandale Hotel в Сиднее во время записи Radio:Active.

### Radio:Active
20 мая 2008 года McFly подтвердили, что их четвёртый студийный альбом будет называться Radio:Active (стилизовано Radio:ACTIVE). Диск раздавался бесплатно в качестве приложения к газете The Mail on Sunday 20 июля 2008 года. Кроме этого, 22 сентября в продажу поступила делюкс-версия альбома с 4 дополнительными треками, DVD и 32-страничным буклетом. О выходе альбома стало известно после того, как группа покинула Island Records в связи с творческими разногласиями. McFly основали собственный рекорд-лейбл Super Records.
Первым выпущенным синглом стал «One for the Radio». Премьера песни состоялась на BBC Radio 1 в программе Ника Гримшоу 1 июня 2008 года. 25 июня она попала в А-лист BBC Radio 1 — список песен, наиболее часто включаемых в дневной эфир. Сингл был выпущен 14 июля 2008 года. Максимальная позиция в чарте — № 2. Видеоклип «One For the Radio» снимался в канадском Торонто.
Вторым синглом альбома Radio:Active, его делюкс-версии, стала песня «Lies». Релиз состоялся 15 сентября 2008 года. Премьера видеоклипа Lies прошла 23 августа 2008 года. Он длится 6 минут и снят в духе фильма «Безумный Макс». В видео присутствует пролог, который длится около минуты. Кроме того, клип снят на широкоформатную киноплёнку. Максимальная позиция в чарте — № 4.
Гастрольный арена-тур McFly по Великобритании и Ирландии начался 7 ноября 2008 года в Шеффилде. McFly выступят на 14 площадках. Группа также дала четыре концерта в Бразилии, с 5 по 11 октября 2008 года.
Третьим синглом группы стала пластинка «Do Ya»/«Stay With Me» (двойной сингл). Релиз назначен на 23 ноября 2008 года. Это официальный сингл-2008 благотворительного фонда Children In Need. McFly исполнят Stay With Me на благотворительном телемарафоне Children In Need 14 ноября. Это кавер-версия хита Рода Стюарта. Премьера песни состоялась 9 ноября 2008 года на BBC Radio 1. Песня достигла № 18 в национальном чарте, так и не попав с десятку.

### Above The Noise
25 ноября 2009 года Том Флетчер подтвердил через Twitter, что McFly будут сотрудничать с Тайо Крусом. Группа отправилась в Атланту, чтобы писать песни с Далласом Остином. По информации из их Twitter-аккаунта, они написали несколько новых песен. Флетчер также подтвердил, что McFly писали песни для нового альбома The Saturdays. McFly продолжили работу над альбомом в Великобритании.
Даллас Остин провёл в Великобритании три недели, помогая в работе, и вскоре они все вернулись в Атланту. Тайо Крус рассказал поклонникам, когда он был в Лос-Анджелесе, что написал две песни, которые будут в альбоме, и одна из них будет первым синглом.
9 июля 2010 года Флетчер и Пойнтер подтвердили через Twitter, что первый сингл пятого альбома с песней под названием «Party Girl», написанной в Атланте с Далласом Остином, будет выпущен в начале сентября.
В среду 14 июля на BBC Radio 1 состоялась премьера «Party Girl», а отрывок длиной в 1 минуту был размещен на Myspace на странице McFly. В тот же день на InDemand прозвучала полная версия, а её первое исполнение на BBC Radio 1 состоялось 18 июля. Позже было подтверждено, что сингл «Party Girl» выйдет 5 сентября. Песня добралась до A-List на BBC Radio 1. Вторым синглом альбома стала песня «Shine A Light», записанная совместно с Тайо Крусом. Он вышел 7 ноября и достиг 3-го места в официальном чарте, став самым продаваемым синглом McFly.
Альбом Above The Noise увидел свет в Великобритании 15 ноября. В официальном британском чарте пластинка дебютировала на 20-м месте.
Том Флетчер подтвердил через Twitter, что группа сняла 40-минутный короткометражный фильм под названием «Nowhere left To Run» (с англ. — «Некуда бежать»), в котором есть вампирские секс-сцены с участием барабанщика Гарри Джадда. Материал для клипа «Party Girl» был взят оттуда. Фильм был выпущен на DVD 29 ноября эксклюзивно для сети магазинов HMV.
Третий сингл «That’s The Truth» был выпущен 6 марта. В связи глубокой депрессией, связанной с и наркозависимостью, басист Дуги Пойнтер лёг в реабилитационный центр, поэтому группа ограничилась очень скромным продвижением нового сингла. Результатом стала самая низкая позиция в официальном чарте за всю историю существования группы — 35-е место.

### Награды
2004
- Smash Hits Awards — Лучшая группа Соединённого Королевства
- Smash Hits Awards — Лучший альбом за Room on the 3rd Floor
- Smash Hits Awards — Лучший видеоклип за «That Girl»
- Smash Hits Awards — Звёзды года

2005
- Smash Hits Awards — Лучшая группа Соединённого Королевства
- Smash Hits Awards — Лучший сингл за «All About You»
- Smash Hits Awards — Лучший альбом за Wonderland
- BRIT Awards — Лучший поп-коллектив

2006
- Virgin.net Music Awards — Лучшая группа

2007
- Nickelodeon UK Kids Choice Awards — Лучшая группа (также были ведущими церемонии)
- en:UK Festival Awards — Лучший поп-коллектив (за выступление на V Festival)
- Virgin.net Music Awards — Лучшее живое выступление

2008
- Nickelodeon UK Kids Choice Awards — Лучшая группа

## Дискография
- Room on the 3rd Floor — 5 Июля, 2004 (Великобритания, Ирландия)
- Wonderland — 29 Августа, 2005 (Великобритания, Ирландия)
- Just My Luck — 12 Мая, 2006 (США)
- Motion in the Ocean — 6 Ноября, 2006 (Великобритания, Ирландия)
- All the Greatest Hits
  - 5 Ноября, 2007 (Великобритания, Ирландия)
  - 20 Мая 2008 (Бразилия)
- Radio:ACTIVE
  - 20 Июля 2008 (бесплатно, как приложение к Mail on Sunday)
  - 22 Сентября 2008 (Великобритания, Ирландия)
  - Октябрь 2008 (Бразилия)
  - Март 2009 (Колумбия и Мексика)
- Above the Noise — 12 ноября, 2010 (Великобритания)
- Young Dumb Thrills (2020)
- Power to Play (2023)